# Aeroportul Daporijo
Aeroportul Daporijo (IATA: DEP, ICAO: VEDZ) este un aeroport din Arunachal Pradesh, India.
Situat la o altitudine de 229 m, aeroportul dispune de o singură pistă. Este operat de Airports Authority of India⁠(d).